# Бігацький ліс (заказник)
Біга́цький ліс — лісовий заказник місцевого значення в Україні. Розташований у межах Менського району Чернігівської області, на північний захід від села Бігач. 
Площа 345 га. Статус присвоєно згідно з рішенням Чернігівського облвиконкому від 27.04.1964 року № 236; від 10.06.1972 року № 303; від 04.12.1978 року № 529; від 28.08.1989 року № 164; від 31.07.1991 року № 159. Перебуває у віданні ДП «Чернігівське лісове господарство» (Березнянське л-во, кв. 18-23). 
Статус присвоєно для збереження мішаного лісу віком понад 50 років, що зростає на лівобережній надзаплавній терасі річки Снов. У трав'яному покриві трапляються лікарські рослини — конвалія, цмин. 